# Володько, Александр Павлович
Алекса́ндр Па́влович Володько́ (бел. Алякса́ндр Па́ўлавіч Валадзько́; род. 18 июня 1986, Мотоль, Брестская область) — бывший белорусский футболист, полузащитник, известный по выступлениям за борисовский БАТЭ. Выступал в сборной Беларуси. Мастер спорта международного класса. Десятикратный чемпион Беларуси (2008—2017).

## Карьера

### Клубная
Воспитанник ДЮСШ (Иваново). Первый тренер — Игорь Михайлович Качула.
В сезоне 2007 закрепился в основном составе брестского «Динамо» и помог команде одержать победу в Кубке Беларуси.
В августе 2008 года перешёл в БАТЭ на правах аренды. По окончании сезона окончательно выкуплен борисовским клубом.
Трижды включался БФФ в список 22 лучших футболистов чемпионата Беларуси: 2009, 2011, 2012.
Участник Лиги чемпионов: 2008/09, 2011/12 (в ответном выездном матче плей-офф забил гол клубу «Штурм Грац») и 2012/13 (на счету по 1 забитому мячу «Дебрецену» и «Лиллю» — гостевой матч 1-го тура).
Участник Лиги Европы сезонов 2009/10 (забил гол греческому клубу «АЕК» в выездном матче 4-го тура) и 2010/11.
19 августа 2012 года продлил контракт с БАТЭ до конца 2015 года. В первой половине сезона отсутствовал из-за травмы, однако уже с августа вернул себе место в стартовом составе.
В декабре 2015 года продлил контракт с борисовчанами. В первой половине сезона 2016 редко появлялся на поле, но начиная с июля стал появляться в стартовом составе. В начале сезона 2017 не имел постоянного места в основе, однако в мае закрепился в стартовом составе в центре полузащиты. 18 января 2018 года ушёл из команды, не став продлевать предложенный контракт.
26 января 2018 года перешёл в казахстанский клуб «Шахтёр» из Караганды, новым главным тренером которого стал белорусский специалист Владимир Журавель. Играл в стартовом составе команды. В ноябре стало известно, что карагандинский клуб не будет продлевать контракт с белорусским полузащитником.
В декабре 2018 года подписал контракт с солигорским клубом «Шахтёр». Однако, за основную команду так и не сыграл, провёл несколько матчей за дубль, также был в запасе в финальном матче Кубка Беларуси, где «Шахтёр» одержал победу над «Витебском» (2:0). По окончании сезона покинул клуб.
В январе 2020 года вернулся в БАТЭ. Появлялся на поле эпизодично, чаще оставался на скамейке запасных.
11 января 2021 года завершил профессиональную карьеру, продолжив работу в БАТЭ в качестве тренера.

### В сборной
Участник молодёжного чемпионата Европы 2009 в Швеции.
В национальной сборной Беларуси дебютировал 12 октября 2012 года в матче отборочного турнира чемпионата мира по футболу 2014 против сборной Испании в Минске (0:4). Забил свой единственный мяч за сборную 6 февраля 2013 года в товарищеском матче со сборной Венгрии в турецком Белеке (1:1).

## Достижения

### Командные
БАТЭ
- Чемпион Беларуси (10): 2008, 2009, 2010, 2011, 2012, 2013, 2014, 2015, 2016, 2017
- Обладатель Кубка Беларуси: 2009/10, 2014/15
- Обладатель Суперкубка Беларуси (5): 2010, 2011, 2013, 2014, 2015, 2016, 2017

«Динамо» (Брест)
- Обладатель Кубка Беларуси: 2006/07

«Шахтёр» (Солигорск)
- Обладатель Кубка Беларуси: 2018/19

### Личные
- Три раза включался БФФ в список 22 лучших футболистов чемпионата Беларуси: 2009, 2011, 2012